# كتك (سادات محمودي)
كتك (بالفارسية: کتک) هي قرية تقع في إيران في قسم سادات محمودي الريفي. يقدر عدد سكانها بـ 81 نسمة بحسب إحصاء 2016.